# 2150 Nyctimene
2150 Nyctimene è un asteroide della fascia principale. Scoperto nel 1977, presenta un'orbita caratterizzata da un semiasse maggiore pari a 1,9132054 UA e da un'eccentricità di 0,0573892, inclinata di 25,32173° rispetto all'eclittica.